# Palingworst

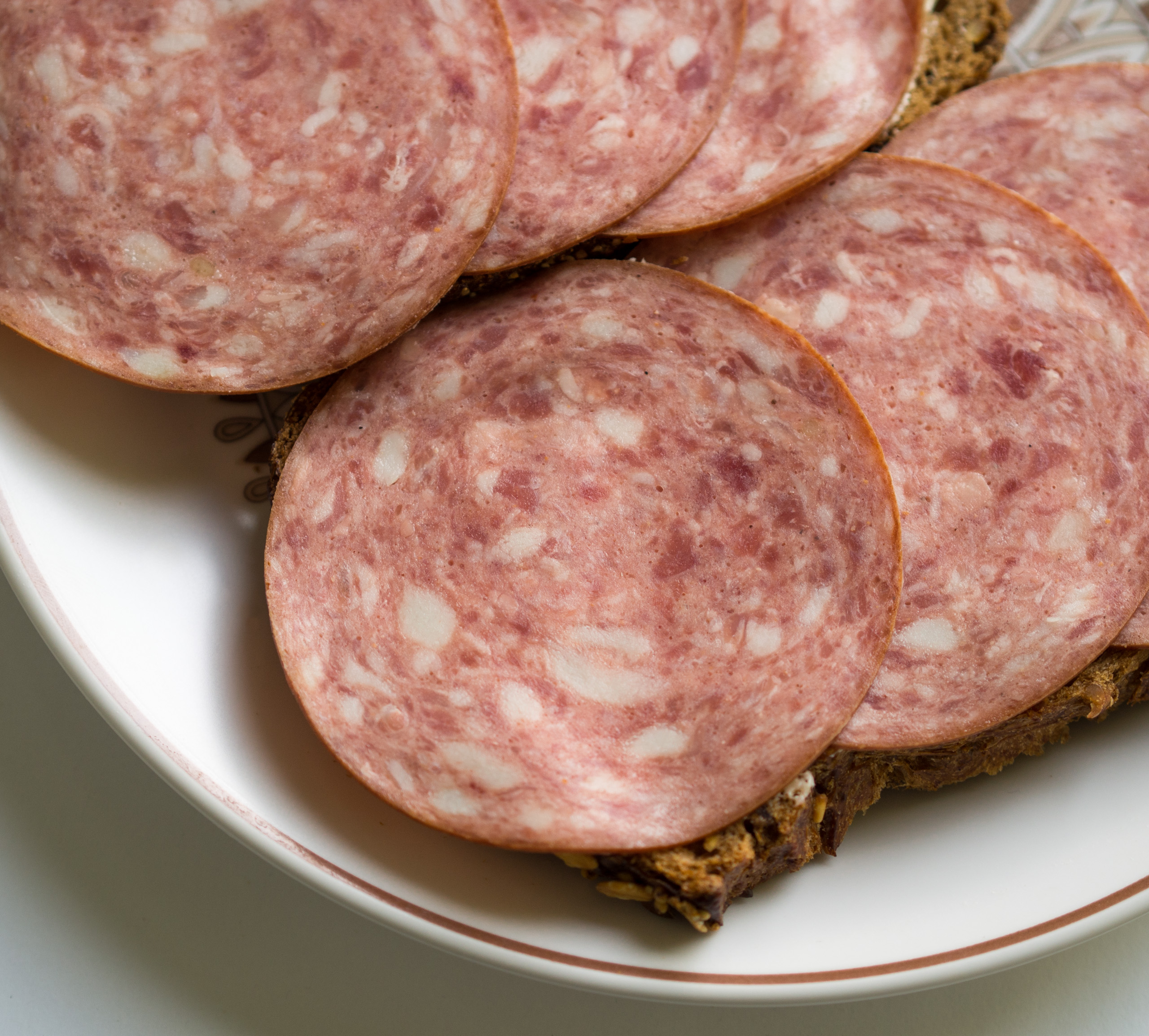
Palingworst

Palingworst is een grove, gekookte worst van varkensspek die gerookt wordt. Het wordt veelal gebruikt als broodbeleg. In palingworst zit geen paling. Wel wordt de worst op dezelfde wijze gerookt als paling.
Hoewel in palingworst geen paling zit, heeft het meerdere raakvlakken met paling. De worstmaker verwerkt grove stukken vet in het worstmengsel, dat tijdens het kook- en rookproces smelt. Hierdoor ontstaat een vettere worst, die aan de buitenkant glad aanvoelt. Zowel de wijze van roken, de gladde buitenkant als de rooksmaak kunnen verklaren waarom de naam van de worst naar paling verwijst.

## Smaak
Naast de rooksmaak is een belangrijk verschil met andere kookworsten, dat palingworst zich kenmerkt door de sappigheid en het grof mondgevoel dat de eter krijgt bij consumptie van het product. In een goede palingworst zit zoveel vet dat de worst er bijna in zwemt.